# Diocesi di Darwin

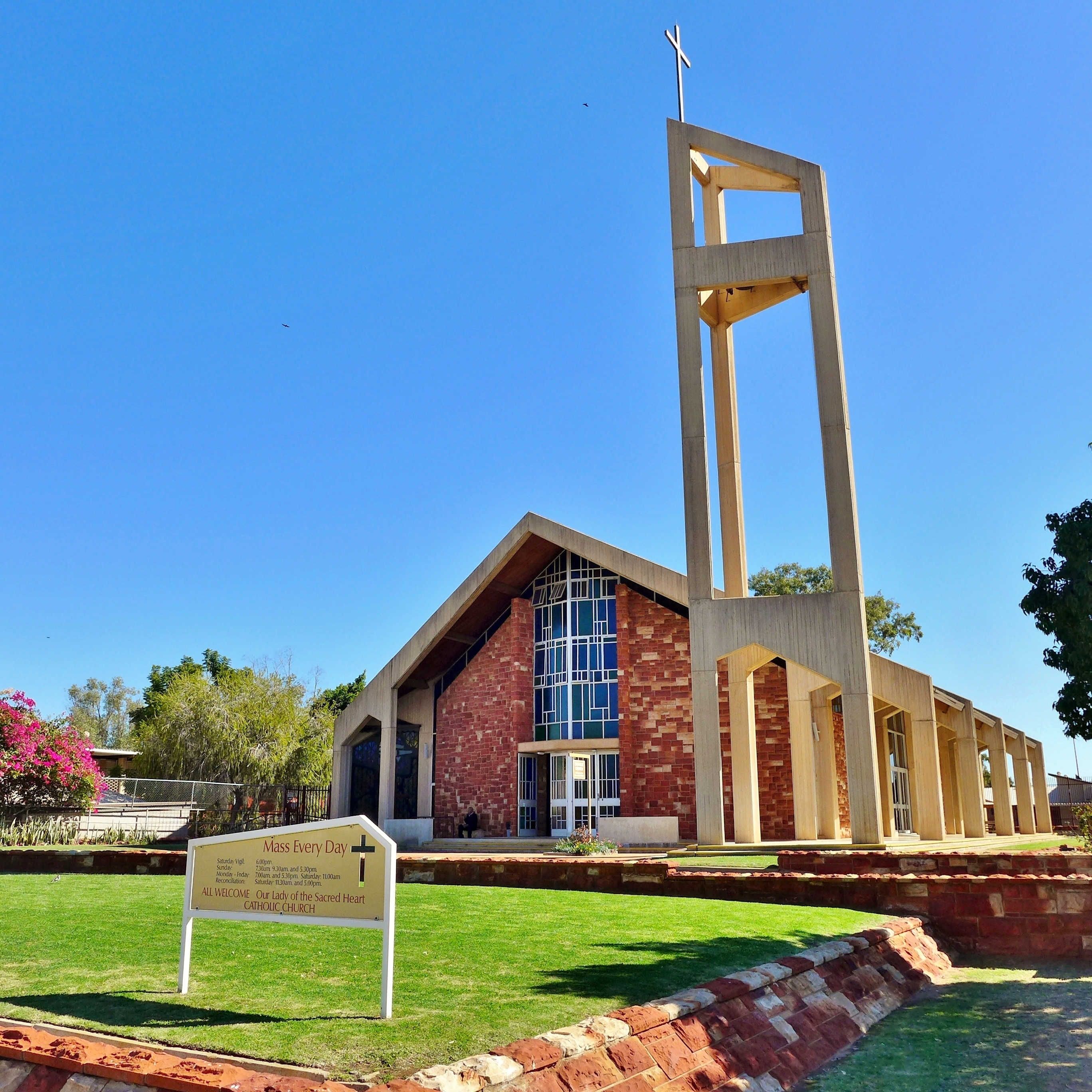
La parrocchia Our Lady of the Sacred Heart di Alice Springs, nel cuore dell'Australia.

La diocesi di Darwin (in latino Dioecesis Darvinensis) è una sede della Chiesa cattolica in Australia suffraganea dell'arcidiocesi di Adelaide. Nel 2023 contava 50.350 battezzati su 233.000 abitanti. È retta dal vescovo Charles Victor Emmanuel Gauci.

## Territorio
La diocesi comprende tutto il Territorio del Nord, ad eccezione dell'estrema fascia meridionale, in Australia. È la più estesa diocesi australiana.
Sede vescovile è la città di Darwin, dove si trova la cattedrale di Santa Maria Stella Maris.
Il territorio è suddiviso in 16 parrocchie.

## Storia
Il vicariato apostolico di Essington, nella penisola di Cobourg, fu eretto il 6 maggio 1845 con il breve Universo dominico di papa Gregorio XVI, ricavandone il territorio dall'arcidiocesi di Sydney. La missione in queste terre del nord era stata fondata dal missionario italiano Angelo Confalonieri, il primo prete cattolico a raggiungere il nord dell'Australia.
Il vicariato apostolico fu dato in amministrazione ai vescovi di Perth, finché, due anni dopo, il 25 giugno 1847 fu elevato a diocesi con il nome di diocesi di Victoria, in virtù del breve Apostolici muneris di papa Pio IX. Originariamente era suffraganea dell'arcidiocesi di Sydney.
La nuova diocesi fu affidata ai benedettini spagnoli. Tuttavia i primi due vescovi, José María Benito Serra y Juliá e Rosendo Salvado, fondatore dell'abbazia di New Norcia, non presero mai possesso della diocesi. Alle dimissioni di Salvado la diocesi rimase vacante per 50 anni.
Attorno al 1880 i gesuiti della provincia austriaca erano stati incaricati di istituire una missione allo scopo di evangelizzare gli aborigeni; circa sedici membri dell'ordine si dedicarono a questa missione e furono istituite stazioni missionarie a Rapid Creek, sette miglia a nord-est di Palmerston, Daly River e Serpentine Lagoon. Nel 1891 c'erano circa 260 cattolici nella missione. Tuttavia il lavoro non prosperò e dopo circa venti anni i gesuiti si ritirarono. Al loro ritiro la diocesi fu amministrata dal vescovo William Kelly di Geraldton.
Nel 1885 la diocesi si ampliò, incorporando la parrocchia di Thursday Island, che era appartenuta al vicariato apostolico del Queensland (oggi diocesi di Cairns).
Il 10 maggio 1887 entrò a far parte della provincia ecclesiastica dell'arcidiocesi di Adelaide.
Il 10 agosto 1888 assunse il nome di diocesi di Victoria-Palmerston.
All'inizio del Novecento la diocesi fu affidata ai Missionari del Sacro Cuore di Gesù, e nel 1906 padre Francis-Xavier Gsell fu nominato amministratore della diocesi, con il titolo di prefetto apostolico.
Il 29 marzo 1938 per effetto della bolla Quo commodius ha incorporato le isole australiane che erano appartenute al vicariato apostolico di Papuasia (oggi arcidiocesi di Port Moresby) e ha assunto il nome attuale.
Il 14 febbraio 1967 ha restituito la parrocchia di Thursday Island alla diocesi di Cairns.

## Cronotassi dei vescovi
Si omettono i periodi di sede vacante non superiori ai 2 anni o non storicamente accertati.
- Sede amministrata dai vescovi di Perth (1845-1847)

- José María Benito Serra y Juliá, O.S.B. † (9 luglio 1847 - 7 agosto 1849 nominato vescovo coadiutore di Perth[6])
- Rosendo Salvado, O.S.B. † (9 agosto 1849 - 1º agosto 1888 dimesso[7])

- Sede vacante (1888-1938)

- Francis-Xavier Gsell, M.S.C. † (29 marzo 1938 - 10 novembre 1948 dimesso[8])
- John Patrick O'Loughlin, M.S.C. † (13 gennaio 1949 - 14 novembre 1985 deceduto)
- Edmund John Patrick Collins, M.S.C. † (28 aprile 1986 - 3 luglio 2007 ritirato)
- Daniel Eugene Hurley (3 luglio 2007 - 27 giugno 2018 ritirato)
- Charles Victor Emmanuel Gauci, dal 27 giugno 2018

## Statistiche
La diocesi nel 2023 su una popolazione di 233.000 persone contava 50.350 battezzati, corrispondenti al 21,6% del totale.
| anno | popolazione | popolazione | popolazione | presbiteri | presbiteri | presbiteri | presbiteri                | diaconi | religiosi | religiosi | parrocchie |
| anno | battezzati  | totale      | %           | numero     | secolari   | regolari   | battezzati per presbitero | diaconi | uomini    | donne     | parrocchie |
| ---- | ----------- | ----------- | ----------- | ---------- | ---------- | ---------- | ------------------------- | ------- | --------- | --------- | ---------- |
| 1950 | 3.000       | 21.000      | 14,3        | 14         |            | 14         | 214                       |         | 22        | 41        | 4          |
| 1966 | 10.500      | 50.000      | 21,0        | 24         |            | 24         | 437                       |         | 37        | 54        | 11         |
| 1970 | 15.268      | 68.042      | 22,4        | 23         |            | 23         | 663                       |         | 36        | 47        | 5          |
| 1980 | 19.689      | 98.800      | 19,9        | 22         | 3          | 19         | 894                       | 1       | 39        | 77        | 7          |
| 1990 | 32.156      | 156.100     | 20,6        | 29         | 4          | 25         | 1.108                     | 1       | 59        | 101       | 10         |
| 1999 | 42.551      | 189.991     | 22,4        | 28         | 4          | 24         | 1.519                     | 4       | 52        | 81        | 11         |
| 2000 | 42.551      | 189.991     | 22,4        | 24         | 3          | 21         | 1.772                     | 4       | 53        | 74        | 12         |
| 2001 | 42.551      | 195.463     | 21,8        | 23         | 3          | 20         | 1.850                     | 3       | 50        | 65        | 11         |
| 2002 | 42.551      | 195.463     | 21,8        | 23         | 3          | 20         | 1.850                     | 3       | 50        | 65        | 11         |
| 2003 | 45.059      | 197.700     | 22,8        | 25         | 3          | 22         | 1.802                     | 3       | 46        | 67        | 11         |
| 2004 | 44.231      | 198.600     | 22,3        | 30         | 7          | 23         | 1.474                     | 3       | 49        | 69        | 11         |
| 2005 | 44.231      | 200.100     | 22,1        | 28         | 7          | 21         | 1.579                     | 3       | 47        | 55        | 11         |
| 2006 | 45.072      | 202.793     | 22,3        | 28         | 7          | 21         | 1.610                     | 3       | 40        | 57        | 11         |
| 2007 | 45.600      | 207.000     | 22,0        | 25         | 7          | 18         | 1.824                     | 3       | 37        | 61        | 11         |
| 2009 | 45.600      | 205.900     | 22,1        | 25         | 7          | 18         | 1.824                     | 6       | 37        | 52        | 11         |
| 2013 | 47.400      | 212.800     | 22,3        | 27         | 7          | 20         | 1.755                     | 6       | 37        | 43        | 11         |
| 2016 | 46.911      | 234.555     | 20,0        | 26         | 3          | 23         | 1.804                     | 3       | 37        | 46        | 15         |
| 2019 | 53.090      | 245.786     | 21,6        | 23         | 6          | 17         | 2.308                     | 2       | 30        | 26        | 15         |
| 2021 | 53.832      | 249.220     | 21,6        | 21         | 3          | 18         | 2.563                     | 1       | 32        | 39        | 15         |
| 2023 | 50.350      | 233.000     | 21,6        | 27         | 5          | 22         | 1.864                     | 1       | 32        | 40        | 16         |